# Kola-Bucht
Die Kola-Bucht (russisch Кольский залив, auch Murmansk-Fjord) ist ein 57 km langer Fjord der Barentssee an der nordöstlichen Grenze der Halbinsel Kola.
Der Fjord ist bis zu sieben Kilometer breit und hat eine Tiefe von 200 bis 300 m. Die Flüsse Tuloma und Kola münden in das südliche Ende der Kola-Bucht.
Das Ostufer ist schroff und steil, während das westliche Ufer relativ flach ist. Die Häfen von Murmansk und Seweromorsk liegen am östlichen, der Hafen von Polyarny am westlichen Ufer der Bucht. Die Kolabucht-Brücke überspannt die Bucht. Der Tidenhub in der Kola-Bucht erreicht eine Höhe von vier Metern. In den Wintermonaten gefriert der südliche Teil der Kola-Bucht. Die Sajda-Bucht ist ein westlicher Seitenarm der Kola-Bucht.
Am Beginn des Zweiten Weltkrieges wurde die Kola-Bucht zum Zufluchtsort von Handelsschiffen, darunter die deutsche Bremen. Von 1941 bis 1945 war sie Ankunfts- und Sammelplatz für die Nordmeergeleitzüge, die von hier aus nach Großbritannien zurückfuhren.